# Flyleaf (EP)
Flyleaf är titeln på en EP-skiva av den amerikanska rockgruppen Flyleaf, utgiven den 26 oktober 2004. Det var den första EP-skivan bandet gav ut under namnet Flyleaf. Tidigare hette de Passerby och har givit ut tre EP-skivor under det namnet.
Från denna EP gav man även ut bandets första singel, vilken var Breathe Today. Under 2005 hamnade låten även på gruppens debutalbum med samma titel som EP-skivan, och gavs därefter ut som singel igen.
Den 31 maj 2005 gav man ut en nyutgåva innehållande sex spår och diverse extramaterial för PC. På denna utgåva hade man med låtarna I'm So Sick och Fully Alive som också kom att bli singlar då de hamnade på debutalbumet.

## Låtlista
Alla låtar är skrivna av Flyleaf.

### Originalutgåva (2004)
1. Red Sam - 3:21
2. Breathe Today - 2:55
3. I'm Sorry - 2:46
4. Cassie - 2:43

### Nyutgåva (2005)
1. I'm So Sick - 3:44
2. Fully Alive - 2:46
3. Breathe Today - 2:51
4. I'm Sorry - 2:43
5. Cassie - 2:55
6. Red Sam - 3:21

## Banduppsättning
- Lacey Mosley - sång
- Sameer Bhattacharya - gitarr
- Jared Hartmann - gitarr
- Pat Seals - bas
- James Culpepper - trummor